# Электромагнитная индукция
Электромагни́тная инду́кция — явление возникновения электрического тока, электрического поля или электрической поляризации при изменении магнитного поля во времени или при движении материальной среды в магнитном поле. Электромагнитная индукция была открыта Майклом Фарадеем 29 августа 1831 года. Он обнаружил, что электродвижущая сила (ЭДС), возникающая в замкнутом проводящем контуре, пропорциональна скорости изменения магнитного потока через поверхность, ограниченную этим контуром. Явление магнитной индукции заключается в возникновении электрического потока в замкнутом контуре при любом изменении потока. Величина электродвижущей силы не зависит от того, что является причиной изменения потока — изменение самого магнитного поля или движение контура (или его части) в магнитном поле. Электрический ток, вызванный этой ЭДС, называется индукционным током.

## Закон Фарадея
Согласно закону электромагнитной индукции Фарадея (в СИ):
{\displaystyle {\mathcal {E}}=-{{d\Phi _{B}} \over dt},}
где
{\displaystyle {\mathcal {E}}} — электродвижущая сила, действующая вдоль произвольно выбранного контура,
{\displaystyle \Phi _{B}} {\displaystyle =\iint \limits _{S}{\vec {B}}\cdot d{\vec {S}}} — магнитный поток через поверхность, ограниченную этим контуром.
Знак «минус» в формуле отражает правило Ленца, названное так по имени физика Э. Х. Ленца:
Индукционный ток, возникающий в замкнутом проводящем контуре, имеет такое направление, что создаваемое им магнитное поле противодействует тому изменению магнитного потока, которым был вызван данный ток.
Для катушки, находящейся в переменном магнитном поле, закон Фарадея можно записать следующим образом:
{\displaystyle {\mathcal {E}}=-N{{d\Phi _{B}} \over dt}=-{{d\Psi } \over dt},}
где
{\displaystyle {\mathcal {E}}} — электродвижущая сила,
{\displaystyle N} — число витков,
{\displaystyle \Phi _{B}} — магнитный поток через один виток,
{\displaystyle \Psi } — потокосцепление катушки.

### Векторная форма
Закон Фарадея можно записать либо в дифференциальной форме:
{\displaystyle \operatorname {rot} \,{\vec {E}}=-{\partial {\vec {B}} \over \partial t}} (в системе СИ) {\displaystyle \qquad } или {\displaystyle \qquad } {\displaystyle \operatorname {rot} \,{\vec {E}}=-{1 \over c}{\partial {\vec {B}} \over \partial t}} (в системе СГС),
либо в  эквивалентной интегральной форме:
{\displaystyle \oint _{\partial S}{\vec {E}}\cdot d{\vec {l}}=-{\partial  \over \partial t}\int _{S}{\vec {B}}\cdot d{\vec {S}}} (СИ) {\displaystyle \qquad } или {\displaystyle \qquad } {\displaystyle \oint _{\partial S}{\vec {E}}\cdot d{\vec {l}}=-{1 \over c}{\partial  \over \partial t}\int _{S}{\vec {B}}\cdot d{\vec {S}}} (СГС).
Здесь {\displaystyle {\vec {E}}} — напряжённость электрического поля, {\displaystyle {\vec {B}}} — магнитная индукция, {\displaystyle S\ } — произвольная поверхность, {\displaystyle \partial S} — её граница. Контур интегрирования {\displaystyle \partial S} подразумевается фиксированным (неподвижным).
Закон Фарадея в такой форме описывает лишь ту часть ЭДС, которая возникает при изменении магнитного потока через контур за счёт изменения со временем самого поля без изменения (движения) границ контура (об учёте последнего см. ниже).
- В этом виде закон Фарадея входит в систему уравнений Максвелла для электромагнитного поля (в дифференциальной или интегральной форме соответственно)[3].

Если же, магнитное поле постоянно, а магнитный поток изменяется вследствие движения границ контура (например, при увеличении его площади), то возникающая ЭДС порождается силами, удерживающими заряды на контуре (в проводнике) и силой Лоренца, порождаемой прямым действием магнитного поля на движущиеся (с контуром) заряды. При этом равенство {\displaystyle {\mathcal {E}}=-{{d\Phi }/dt}} продолжает соблюдаться, но ЭДС в левой части теперь не сводится к {\displaystyle \oint {\vec {E}}\cdot d{\vec {l}}} (которое в данном частном примере вообще равно нулю). В общем случае (когда и магнитное поле меняется со временем, и контур движется или меняет форму) последняя формула остаётся справедливой, но ЭДС в левой части в таком случае есть сумма обоих слагаемых, упомянутых выше (то есть порождается частично вихревым электрическим полем, а частично силой Лоренца и силой реакции движущегося проводника).
- Некоторые авторы, например, М. Лившиц в журнале «Квант» за 1998 год[4] отрицают корректность применения термина закон Фарадея или закон электромагнитной индукции и т. п. к формуле {\displaystyle {\mathcal {E}}=-{{d\Phi }/dt}} в случае подвижного контура (оставляя для обозначения этого случая или его объединения со случаем изменения магнитного поля, например, термин правило потока)[5]. В таком понимании закон Фарадея — это закон, касающийся лишь циркуляции электрического поля (но не ЭДС, создаваемой с участием силы Лоренца), и в этом понимании понятие закон Фарадея в точности совпадает с содержанием соответствующего уравнения Максвелла.
- Однако возможность (пусть с некоторыми оговорками, уточняющими область применимости) совпадающей формулировки «правила потока» с законом электромагнитной индукции нельзя назвать чисто случайной. Дело в том, что, по крайней мере для определённых ситуаций, это совпадение оказывается очевидным проявлением принципа относительности. А именно, например, для случая относительного движения катушки с присоединённым к ней вольтметром, измеряющим ЭДС, и источника магнитного поля (постоянного магнита или другой катушки с током), в системе отсчёта, связанной с первой катушкой, ЭДС оказывается равной именно циркуляции электрического поля, тогда как в системе отсчёта, связанной с источником магнитного поля (магнитом), происхождение ЭДС связано с действием силы Лоренца на движущиеся с первой катушкой носители заряда. Однако та и другая ЭДС обязаны совпадать, поскольку вольтметр показывает одну и ту же величину, независимо от того, для какой системы отсчёта мы её рассчитали.

### Потенциальная форма
При выражении магнитного поля через векторный потенциал закон Фарадея принимает вид:
{\displaystyle {\vec {E}}=-{\partial {\vec {A}} \over \partial t}} (в случае отсутствия безвихревого поля, то есть тогда, когда электрическое поле порождается полностью только изменением магнитного, то есть электромагнитной индукцией).
В общем случае, при учёте и безвихревого (например, электростатического) поля имеем:
{\displaystyle {\vec {E}}=-\nabla \varphi -{\partial {\vec {A}} \over \partial t}}
Поскольку вектор магнитной индукции по определению выражается через векторный потенциал так:
{\displaystyle {\vec {B}}=rot\ {\vec {A}}\equiv \nabla \times {\vec {A}},}
то можно подставить это выражение в
{\displaystyle rot\ {\vec {E}}\equiv \nabla \times {\vec {E}}=-{\frac {\partial {\vec {B}}}{\partial t}},}
получая
{\displaystyle \nabla \times {\vec {E}}=-{\frac {\partial (\nabla \times {\vec {A}})}{\partial t}},}
и, поменяв местами дифференцирование по времени и пространственным координатам (ротор):
{\displaystyle \nabla \times {\vec {E}}=-\nabla \times {\frac {\partial {\vec {A}}}{\partial t}}.}
Отсюда, поскольку {\displaystyle \nabla \times {\vec {E}}} полностью определяется правой частью последнего уравнения, видно, что вихревая часть электрического поля (та часть, которая имеет ротор, в отличие от безвихревого поля {\displaystyle \nabla \varphi }) полностью определяется выражением
{\displaystyle -{\frac {\partial {\vec {A}}}{\partial t}}.}
То есть в случае отсутствия безвихревой части можно записать
{\displaystyle {\vec {E}}=-{\frac {\partial {\vec {A}}}{\partial t}},}
а в общем случае
{\displaystyle {\vec {E}}=-\nabla \varphi -{\frac {d{\vec {A}}}{dt}}.}

## История
В 1820 году Ханс Кристиан Эрстед показал, что протекающий по цепи электрический ток вызывает отклонение магнитной стрелки. Если электрический ток порождает магнетизм, то с магнетизмом должно быть связано появление электрического тока. Эта мысль захватила английского учёного М. Фарадея. «Превратить магнетизм в электричество», — записал он в 1822 году в своём дневнике. Многие годы он настойчиво ставил различные опыты, но безуспешно, и только 29 августа 1831 года наступил триумф: он открыл явление электромагнитной индукции. Установка, на которой Фарадей сделал своё открытие, состояла из кольца из мягкого железа примерно 2 см шириной и 15 см диаметром. На каждой половине кольца было намотано много витков медной проволоки. Цепь одной обмотки замыкала проволока, в её витках находилась магнитная стрелка, удаленная настолько, чтобы не сказывалось действие магнетизма, созданного в кольце. Через вторую обмотку пропускался ток от батареи гальванических элементов. При включении тока магнитная стрелка совершала несколько колебаний и успокаивалась; когда ток прерывали, стрелка снова колебалась. Выяснилось, что стрелка отклонялась в одну сторону при включении тока и в другую, когда ток прерывался. М. Фарадей установил, что «превращать магнетизм в электричество» можно и с помощью обыкновенного магнита.
В это же время американский физик Джозеф Генри также успешно проводил опыты по индукции токов, но пока он собирался опубликовать результаты своих опытов, в печати появилось сообщение М. Фарадея об открытии им электромагнитной индукции.
М. Фарадей стремился использовать открытое им явление, чтобы получить новый источник электричества.